# لوسيانو سيكوييرا دي أوليفيرا
لوسيانو سيكوييرا دي أوليفيرا (بالبرتغالية:Luciano Siqueira de Oliveira) الشهير باسم لوسيانو (مواليد 3 ديسمبر 1975 في ريو دي جانيرو - البرازيل) لاعب كرة قدم برازيلي يلعب حاليا لصالح نادي الدرجة الأولى كييفو فيرونا الإيطالي منذ 2000 في مركز الجناح الأيمن .

## روابط خارجية
- لوسيانو سيكوييرا دي أوليفيرا على موقع قاعدة بيانات كرة القدم.إي يو (الإنجليزية)
- لوسيانو سيكوييرا دي أوليفيرا على موقع Soccerway.com (الإنجليزية)
- لوسيانو سيكوييرا دي أوليفيرا على موقع عالم كرة القدم.نت (الإنجليزية)
- لوسيانو سيكوييرا دي أوليفيرا على موقع AS.com (الإسبانية)